# Sergent Pépère
Sergent Pépère je francouzská hudební skupina založena v Rennes (Bretaň) v roce 1998 a složená ze 7 členů. 
Hrají vlastní skladby inspirované jazzem, rockem a balkánskou hudbou.
V Česku absolvovali desítky koncertů v letech 2002 - 2009 a získali si početný zástup nadšených obdivovatelů. Objevili se například na Colours of Ostrava, Letní Letná, Noc s Andělem, Prázdniny v Telči, Letní filmová škola, v pražském Paláci Akropolis, Rock Café atd. 

## Diskografie[4]
- Sergent Pépère (1999)
- CHLIPUCHNIK (2001)
- Bon pour un tour (2005)
- Du vent sous les robes (2009)
- Détours de piste (2017)